# Sophie Friederike Dinglinger
Sophie Friederike Dinglinger (Dresde, alrededor de 1736, † 10 de marzo de 1791 ibid.) fue una pintora alemana especializada en retratos en miniatura y en pintura al pastel.

## Trayectoria
Dinglinger nació en Dresde y su padre fue el orfebre Johann Friedrich Dinglinger. Su abuelo fue el orfebre de la corte Johann Melchior Dinglinger. Aprendió a dibujar bajo la guía de su padre y más tarde aprendió pintura en miniatura con Adam Friedrich Oeser durante su estancia en Dresde, pero cuando se mudó a Leipzig y se quedó sola, consiguió lograr la habilidad de la que fue poseedora gracias a su gran esfuerzo personal. Realizó un gran número de pinturas, algunas de las cuales se exhibieron en la nueva Biblioteca de Ciencias y Bellas Artes.
Posteriormente, realizó copias en miniatura de obras al óleo de Giuseppe Nogari (El Laúd y El niño sosteniendo un nido de pájaro en una mano y un gato en la otra), Johann Heinrich Tischbein (Cleopatra), Anton Graff (retratos del Elector de Sajonia y su esposa) y Pietro Liberi (Amor y Psique). El Elector Augusto III de Polonia compró su primera pintura, una copia de la Sagrada Familia de Rafael Sanzio, para su colección de miniaturas de la Galería de Arte Electoral.
Dinglinger hizo también pintura al pastel e inventó un método para fijar el pastel que sería adoptado más tarde por Dora Stock, entre otros artistas. Este método permitía colores más intensos y un tratamiento excepcionalmente naturalista de las telas. En 1785, todavía vivía en Dresde, pero con tan mala salud que ya no podía trabajar.

## Obra

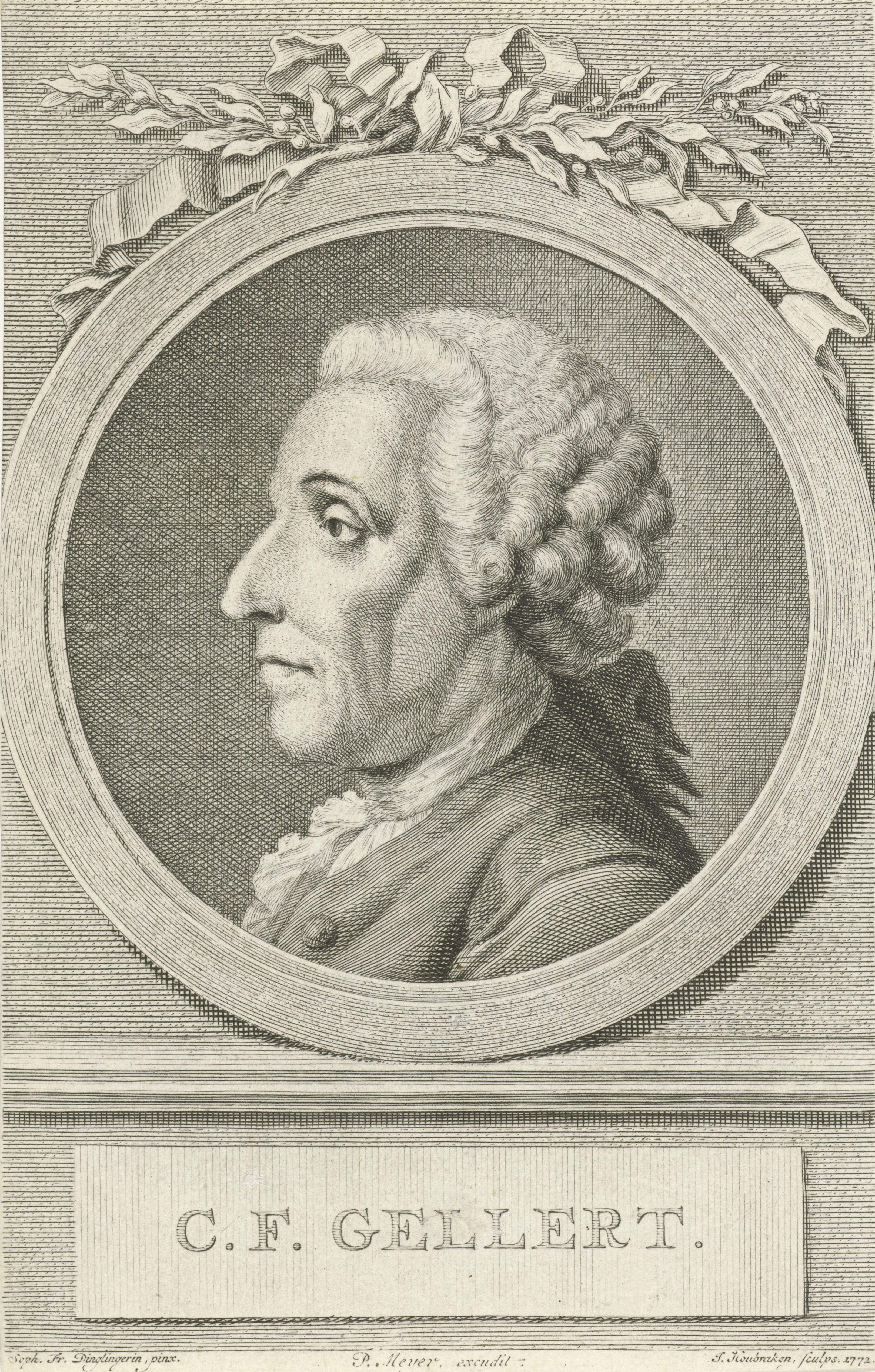
Retrato de Christian Fürchtegott Gellerts